# Volby do Slovenské národní rady 1992
Volby do Slovenské národní rady 1992 se uskutečnily v pátek  5. a v sobotu 6. června. Zvoleno bylo všech 150 poslanců Slovenské národní rady. Ve volbách zvítězilo HZDS, které získalo 37,26% a 74 mandátů. Na druhém místě skončila SDĽ, jež získala 14,7% a 29 mandátů. Na třetím místě skončilo KDH se ziskem 8,89% a 18 mandátů. Odlišný výsledek současně probíhajících voleb v Česku předurčil zánik Československa.
Po rozdělení federace byla Slovenská národní rada transformována na Národní radu Slovenské republiky.

## Výsledky voleb
Do nové SNR se dostalo celkem 5 politických stran a uskupení. HZDS získalo 74 mandátů, SDĽ 29 mandátů, KDH 18 mandátů, SNS 15 mandátů a koalice MK 14 mandátů.
|                        | HZDS                         | SDĽ                         | KDH             | SNS          | MK         |
| ---------------------- | ---------------------------- | --------------------------- | --------------- | ------------ | ---------- |
| Volební lídr           | Vladimír Mečiar              | Peter Weiss                 | Ján Čarnogurský | Jozef Prokeš | Béla Bugár |
| Počet hlasů            | 1 148 625                    | 453 203                     | 273 945         | 244 527      | 228 885    |
| Podíl                  | 37,26 % ▬                    | 14,7 % ▬                    | 8,89 % ▼        | 7,83 % ▼     | 7,42 % ▼   |
| Počet mandátů          | 74                           | 29                          | 18              | 15           | 14         |
| Předchozí volby (1990) | nová strana 29,35 % (48) VPN | nová strana 13,35% (22) KSS | 19,21 % (31)    | 13,94 % (22) | 8,66% (14) |

### Podrobné výsledky

Výsledné rozložení mandátů v Národní radě (zleva: SDĽ, MKM-EGY, HZDS, KDH, SNS

| politická strana                                                                          | počet hlasů | zisk v % | Počet mandátů ze 150 |
| ----------------------------------------------------------------------------------------- | ----------- | -------- | -------------------- |
| Hnutie za demokratické Slovensko (HZDS)                                                   | 1 148 625   | 37,26%   | 74                   |
| Strana demokratickej ľavice (SDĽ)                                                         | 453 203     | 14,70%   | 29                   |
| Kresťanskodemokratické hnutie (KDH)                                                       | 273 945     | 8,89%    | 18                   |
| Slovenská národná strana (SNS)                                                            | 244 527     | 7,93%    | 15                   |
| Maďarské kresťanskodemokratické hnutie, Együttélés-Spolužitie-Wspólnota-Soužití (MKM-EGY) | 228 885     | 7,42%    | 14                   |
| Občianska demokratická únia (ODÚ)                                                         | 124 503     | 4,04%    | 0                    |
| Sociálnodemokratická strana na Slovensku (SDSS)                                           | 123 426     | 4,00%    | 0                    |
| Demokratická strana – Občianska demokratická strana (DS-ODS)                              | 102 058     | 3,31%    | 0                    |
| Slovenské kresťansko-demokratické hnutie (SKDH)                                           | 94 162      | 3,05%    | 0                    |
| Magyar Polgári Párt - Maďarská občianska strana (MPP-MOS)                                 | 70 689      | 2,29%    | 0                    |
| Strana zelených na Slovensku (SZS)                                                        | 66 010      | 2,14%    | 0                    |
| Strana zelených (SZ)                                                                      | 33 372      | 1,08%    | 0                    |
| Ostatní (nedosáhli 1%)                                                                    | 119 291     | 3,87%    | 0                    |
| Dohromady                                                                                 | 3 082 696   | 100,00%  | 150                  |